# Дзуарикауское сельское поселение
Дзуарикауское се́льское поселе́ние — муниципальное образование в Алагирском районе Северной Осетии Российской Федерации.
Административный центр — село Дзуарикау.

## История
Статус и границы сельского поселения установлены Законом Республики Северная Осетия-Алания от 5 марта 2005 года № 11-рз «Об установлении границ муниципального образования Алагирский район, наделении его статусом муниципального района, образовании в его составе муниципальных образований - городского и сельских поселений и установлении их границ»

## Население
| 2002  | 2010  | 2011  | 2012  | 2013  | 2014  | 2015  |
| ----- | ----- | ----- | ----- | ----- | ----- | ----- |
| 1567  | ↗1698 | →1698 | ↘1666 | ↘1653 | ↘1613 | ↘1555 |
| 2016  | 2017  | 2018  | 2019  | 2020  | 2021  | 2023  |
| ↘1546 | ↗1548 | ↘1541 | ↘1527 | ↘1524 | ↗1787 | ↘1782 |
| 2024  | 2025  |       |       |       |       |       |
| ↘1781 | ↗1797 |       |       |       |       |       |

## Состав сельского поселения
| № | Населённый пункт | Тип населённого пункта       | Население |
| - | ---------------- | ---------------------------- | --------- |
| 1 | Дзуарикау        | село, административный центр | ↗1797     |
| 2 | Тагардон         | село                         | ↘0        |

## Местное самоуправление
Главы сельского поселения
- Руслан Владимирович Келехсаев
- с 5.03.2023 года - Олег Казбекович Кцоев[15]